# Uptown Funk
«Uptown Funk» (UpTown Funk!) — песня британского автора-исполнителя и продюсера Марка Ронсона при участии американского певца Бруно Марса, изданная 10 ноября 2014 года в качестве первого сингла с его четвёртого студийного альбома Uptown Special на лейбле Sony Music Entertainment.
Сингл стал популярным и достиг первого места в Великобритании (№ 1 в UK Singles Chart), Канаде (№ 1 в Canadian Hot 100), США (Billboard Hot 100), Австралии и других странах.
В 2015 году «Uptown Funk» принёс Ронсону и Марсу награду Brit Award в категории British Single of the Year и премию Грэмми в категории «Лучшая запись года».

## История
Авторами песни выступили Марк Ронсон, Джефф Баскер, Бруно Марс, Philip Lawrence, Aaron Munro, Devon Gallaspy и Николас Уильямс; продюсером стал сам Ронсон.
30 октября 2014 года песня была заявлена в качестве первого и лид-сингла с предстоящего нового 4-го студийного альбома Марка Ронсона (выход альбома намечен на 25 января 2015 года).
Сингл достиг первого места в Великобритании (UK Singles Chart), США (Billboard Hot 100) и в Ирландии (Irish Singles Chart), став для Марка Ронсона первым чарттоппером, на котором он впервые выступал одновременно и как певец, и как продюсер.
В США в чарте Billboard Hot 100 песня дебютировала на № 65 в неделю, начавшуюся 21 ноября 2014 благодаря продаже цифровых загрузок.
В четвёртую неделю песня вошла в пятёрку лучших в США, что позволило Бруно Марсу заполучить свой 11- хит в top 5 чарта Billboard Hot 100, опередив Katy Perry и Rihanna (по 10 у каждой) по числу синглов в этом подсчёте.
Песня стала первой, покорившей первое место в Hot 100 и в трёх его главных компонентах по 9 недель в каждом (прежний рекорд Meghan Trainor's «All About That Bass», был равен две недели). Пробыв и седьмую неделю на вершине песня стала самой долго находящейся на вершине в карьере Марса на Billboard Hot 100 (среди шести его чарттопперов). Сингл стал одним из наиболее долго находящихся на первой позиции Billboard Hot 100 и также вторым в десятилетие 2010-х годов, возглавляя чарт 14 недель подряд, что стало третьим результатом за всю историю Hot 100. Это позволили побить прошлый рекорд Robin Thicke и его сингла 2013 года «Blurred Lines» (при участии Pharrell Williams и T.I.), который лидировал 12 недель. После 14-й недели лидерства Марса сменил на вершине Wiz Khalifa и Charlie Puth с хитом «See You Again». Песня оставалась в лучшей тройке top-3 журнала Billboard 21 неделю, рекорд, ранее принадлежавший синглу 1999 года «Smooth» гитариста Santana и Rob Thomas. 5 июня, «Uptown Funk» находился 25-ю неделю подряд в лучшей пятёрке хитов top-5, сравнявшись с прошлым рекордсменом Лиэнн Раймс с «How Do I Live» (в 1997). Это достижение было превышено 11 марта 2017 года хитом «Closer» в исполнении группы The Chainsmokers и певицы Холзи, который пробыл в лучшей пятёрке top-5 более 26 недель не подряд). «Uptown Funk» провёл 31 неделю в лучшей десятке top-10, окончив своё там нахождение 11 июля 2015, рекордное достижение после упомянутых выше «How Do I Live» и «Closer».
В Канаде в чарте Canadian Hot 100 песня дебютировала 29 ноября 2014 года на № 63. Через неделю она вошла в top 10 благодаря цифровым продажам и радиопроигрыванию. 25 декабря 2014 года песня была загружена 34,000 раз, через неделю достигнув первого места.
К апрелю 2015 года «Uptown Funk» был продан в США в количестве 5,230,000 копий, а к июлю 2015 — 6,420,000 копий, к сентябрю 2017 — 7,8 млн копий в США.
К маю 2015 года песня стала третьим в истории XXI века релизом, которому удалось в Великобритании преодолеть отметку 3-кратной платиновой сертификации.
Песня «Uptown Funk» занимает пятое место в суммарном итоговом хит-параде Billboard Hot 100 за всё время.

## Отзывы
Песня получила положительные отзывы большинства музыкальных критиков и обозревателей. Ник Мюррей (Nick Murray) из журнала Rolling Stone выставил песне 4 из 5 звёзд в своём обзоре, сравнив её гитарные пассажи с Nile Rodgers и сказав, что Марс, Ронсон и The Hooligans не позволят диско стать ретро-стилем. Бреннан Карли (Brennan Carley) из журнала Spin Magazine отметил хорошую лирику и басовую линию, близкую по стилю певцу Принсу. Он добавил, что «Это определенный шаг в сторону более классического фанка для Ронсона» и сказал, что «голос Марса делает песню светлой и игристой и это заставит вас слушать „Uptown Funk“ по радио несколько дней без отрыва».

## Музыкальное видео
Видеоклип вышел 17 ноября 2014 года, а 19 ноября появился на каналах Vevo и YouTube. Режиссёры Бруно Марс и Cameron Duddy. К сентябрю 2015 года клип песни «Uptown Funk» набрал 1 миллиард просмотров на видеохостинге YouTube. По состоянию на апрель 2023 видео посмотрели более 4,8 млрд раз, что является девятым результатом среди всех видео на платформе.

## Состав трека
| Digital download 1. «Uptown Funk» (при участии Bruno Mars) — 4:30 CD single 1. «Uptown Funk» (при участии Bruno Mars) — 4:30 2. «Feel Right» (при участии Mystikal) — 3:42 12" vinyl Side A 1. «Uptown Funk» (оригинальная версия) — 4:30 Side B 1. «Uptown Funk» (BB Disco Dub Mix) Remixed by Benji B — 06:19 | Remixes — EP 1. «Uptown Funk» (при участии Bruno Mars) — 4:30 2. «Uptown Funk» (при участии Bruno Mars) [Dave Aude Remix] — 3:57 3. «Uptown Funk» (при участии Bruno Mars) [Wideboys VIP Remix] — 3:16 4. «Uptown Funk» (при участии Bruno Mars) [Will Sparks Remix] — 4:37 |

## Чарты и сертификации
| Чарт (2014—15)                                       | Высшая позиция |
| ---------------------------------------------------- | -------------- |
| Австралия (ARIA)                                     | 1              |
| Австрия (Ö3 Austria Top 40)                          | 6              |
| Бельгия/Фландрия (Ultratop 50)                       | 1              |
| Бельгия/Фландрия (Ultratop Urban)                    | 1              |
| Бельгия/Валлония (Ultratop 50)                       | 1              |
| Канада (Billboard Canadian Hot 100)                  | 1              |
| Канада (Billboard CHR/Top 40)                        | 1              |
| Канада (Billboard Hot AC)                            | 1              |
| СНГ (TopHit)                                         | 6              |
| Чехия (Rádio — Top 100)                              | 7              |
| Чехия (Singles Digitál Top 100)                      | 2              |
| Дания (Tracklisten)                                  | 2              |
| Европа (Billboard Euro Digital Song Sales)           | 1              |
| Финляндия (Suomen virallinen lista)                  | 5              |
| Франция (SNEP)                                       | 1              |
| Германия (GfK)                                       | 3              |
| Венгрия (Single Top 40)                              | 1              |
| Ирландия (IRMA)                                      | 1              |
| Израиль (Media Forest)                               | 1              |
| Япония (Billboard Japan Hot 100)                     | 12             |
| Люксембург (Billboard Luxembourg Digital Song Sales) | 1              |
| Нидерланды (Dutch Top 40)                            | 4              |
| Нидерланды (Single Top 100)                          | 2              |
| Новая Зеландия (Recorded Music NZ)                   | 1              |
| Норвегия (VG-lista)                                  | 6              |
| Португалия (Billboard Portugal Digital Song Sales)   | 4              |
| Россия (TopHit)                                      | 16             |
| Шотландия (OCC Scotland)                             | 1              |
| Словакия (Rádio — Top 100)                           | 33             |
| Словакия (Singles Digitál Top 100)                   | 2              |
| Испания (PROMUSICAE)                                 | 1              |
| Швеция (Sverigetopplistan)                           | 8              |
| Швейцария (Schweizer Hitparade)                      | 2              |
| Украина (TopHit)                                     | 3              |
| Великобритания (OCC UK Singles)                      | 1              |
| США (Billboard Hot 100)                              | 1              |
| США (Billboard Adult Contemporary)                   | 5              |
| США (Billboard Adult Pop Airplay)                    | 1              |
| США (Billboard Dance/Mix Show Airplay)               | 1              |
| США (Billboard Dance Club Songs)                     | 1              |
| США (Billboard Latin Pop Airplay)                    | 8              |
| США (Billboard Pop Airplay)                          | 9              |
| США (Billboard Rhythmic)                             | 1              |

| Чарт (2015)                              | Позиция |
| ---------------------------------------- | ------- |
| Австралия (ARIA)                         | 1       |
| Australia Urban (ARIA)                   | 1       |
| Бельгия (Ultratop Flanders)              | 1       |
| Бельгия (Ultratop Wallonia)              | 3       |
| Канада (Canadian Hot 100)                | 1       |
| Германия (Official German Charts)        | 22      |
| Израиль (Media Forest)                   | 1       |
| Япония (Japan Hot 100)                   | 18      |
| Италия (FIMI)                            | 11      |
| Новая Зеландия (Recorded Music NZ)       | 1       |
| Польша (ZPAV)                            | 31      |
| Швейцария (Schweizer Hitparade)          | 9       |
| Великобритания (Official Charts Company) | 1       |
| США Billboard Hot 100                    | 1       |
| США Adult Contemporary (Billboard)       | 6       |
| США Adult Top 40 (Billboard)             | 5       |
| США Hot Dance Club Songs                 | 12      |
| США Mainstream Top 40 (Billboard)        | 1       |

| Чарт (2010—2019)                | Позиция |
| ------------------------------- | ------- |
| Австралия (ARIA)                | 3       |
| Великобритания UK Singles (OCC) | 2       |
| США Billboard Hot 100           | 1       |

| Чарт                              | Позиция |
| --------------------------------- | ------- |
| Великобритания UK Singles (OCC)   | 21      |
| США Billboard Hot 100             | 5       |
| США Mainstream Top 40 (Billboard) | 20      |
| Нидерланды (Single Top 100)       | 58      |

## Сертификации
| Регион | Сертификация                | Продажи     |
| --- | --------------------------- | ----------- |
| Австралия (ARIA) | 22× Платиновый              | 1 540 000   |
| Австрия (IFPI Austria) | Золотой                     | 15 000*     |
| Бельгия (BEA) | 3× Платиновый               | 60 000      |
| Канада (Music Canada) | Бриллиантовый               | 800 000     |
| Дания (IFPI Danmark) | 3× Платиновый               | 270 000     |
| Франция (SNEP) | Бриллиантовый               | 250 000*    |
| Германия (BVMI) | Платиновый                  | 400 000     |
| Италия (FIMI) | 5× Платиновый               | 250 000     |
| Япония (RIAJ) | Золотой                     | 100 000*    |
| Мексика (AMPROFON) | 2× Бриллиантовый+Платиновый | 660 000     |
| Нидерланды (NVPI) | Платиновый                  | 30 000      |
| Новая Зеландия (RMNZ) | 5× Платиновый               | 75 000*     |
| Норвегия (IFPI Norway) | 3× Платиновый               | 30 000      |
| Испания (PROMUSICAE) | 4× Платиновый               | 160 000     |
| Швеция (GLF) | Платиновый                  | 40 000      |
| Великобритания (BPI) | 7× Платиновый               | 4 200 000   |
| США (RIAA) | 11× Платиновый              | 11 000 000  |
| Стриминг |                             |             |
| Япония (RIAJ) | Золотой                     | 50 000 000  |
| Республика Корея | —                           | 100,000,000 |
| * Данные о продажах приведены только на основе сертификации. · Данные о продажах + прослушиваниях приведены только на основе сертификации. · Данные только о прослушиваниях приведены на основе сертификации. |                             |             |